# Liga Nacional de Futsal 2015
Die Liga Nacional de Futsal 2015 war die 20. Spielzeit einer brasilianischen Futsalliga, der Liga Nacional de Futsal. Sie wurde erstmalig nicht mehr vom Confederação Brasileira de Futsal ausgerichtet, sondern von der LNF selbst.

## Modus
Der Wettbewerb wurde in fünf Phasen ausgetragen, zwei Vorrunden sowie Viertel-, Halb- und Finalspiele. In der ersten Runde traten alle Klubs einmal im Ligaverfahren aufeinander. Die 14 besten Klubs nahmen an der zweiten Runde teil. Hier wurden zwei Gruppen zu je sieben Klubs gebildet. Hier traten die Klubs wieder einmal gegeneinander an. Die besten vier einer Gruppe zogen ins Viertelfinale ein. In diesem folgte der Wettbewerb dem K.-o.-System mit Hin- und Rückspiel.

## Teilnehmer
- CER Atlântico
- Associação Carlos Barbosa de Futsal
- AD Brasil Futuro
- Cascavel Futsal Clube
- Associação Concordiense de Futsal
- AAC Copagril
- SC Corinthians
- ADC Florianópolis
- Guarapuava
- AD Hering
- ADC Intelli
- AD Jaraguá
- JEC Krona Futsal
- Associação Lajeado de Futsal
- Minas Tênis Clube
- São José Futsal
- FC São Paulo / AD São Bernardo Futsal
- AD Futsal Tubaronense
- AF Umuarama
- AE Venâncio Aires

## 1. Runde
| Pl. | Verein                            | Sp. | S  | U | N  | Tore    | Diff. | Punkte |
| --- | --------------------------------- | --- | -- | - | -- | ------- | ----- | ------ |
| 1.  | ADC Intelli                       | 19  | 13 | 4 | 2  | 059:350 | +24   | 43     |
| 2.  | Carlos Barbosa                    | 19  | 13 | 2 | 4  | 059:280 | +31   | 41     |
| 3.  | SC Corinthians                    | 19  | 10 | 7 | 2  | 053:270 | +26   | 37     |
| 4.  | AD Jaraguá                        | 19  | 10 | 3 | 6  | 031:260 | +5    | 33     |
| 5.  | AD Brasil Futuro (M)              | 19  | 10 | 1 | 8  | 054:480 | +6    | 31     |
| 6.  | Associação Lajeado de Futsal      | 19  | 8  | 6 | 5  | 052:360 | +16   | 30     |
| 7.  | Associação Concordiense de Futsal | 19  | 8  | 6 | 5  | 045:420 | +3    | 30     |
| 8.  | Guarapuava                        | 19  | 9  | 2 | 8  | 061:460 | +15   | 29     |
| 9.  | AE Venâncio Aires                 | 19  | 8  | 5 | 6  | 035:350 | ±0    | 29     |
| 10. | JEC Krona Futsal                  | 19  | 7  | 6 | 6  | 037:360 | +1    | 27     |
| 11. | AF Umuarama                       | 19  | 7  | 5 | 7  | 054:580 | −4    | 26     |
| 12. | São Paulo-São Bernardo            | 19  | 8  | 1 | 10 | 046:460 | ±0    | 25     |
| 13. | ADC Florianópolis                 | 19  | 7  | 2 | 10 | 023:390 | −16   | 23     |
| 14. | São José Futsal                   | 19  | 5  | 8 | 6  | 037:330 | +4    | 23     |
| 15. | AAC Copagril                      | 19  | 5  | 8 | 6  | 037:470 | −10   | 23     |
| 16. | AD Hering                         | 19  | 6  | 4 | 9  | 039:450 | −6    | 22     |
| 17. | Cascavel Futsal Clube             | 19  | 5  | 4 | 10 | 041:490 | −8    | 19     |
| 18. | CER Atlântico                     | 19  | 4  | 6 | 9  | 032:490 | −17   | 18     |
| 19. | Minas Tênis Clube                 | 19  | 4  | 0 | 15 | 022:600 | −38   | 12     |
| 20. | AD Futsal Tubaronense             | 19  | 2  | 2 | 15 | 040:730 | −33   | 08     |

| Zum Saisonende 2014: |                       |
| (M)                  | Meister des Vorjahres |

## 2. Runde

### Gruppe A
| Pl. | Verein                       | Sp. | S | U | N | Tore    | Diff. | Punkte |
| --- | ---------------------------- | --- | - | - | - | ------- | ----- | ------ |
| 1.  | ADC Intelli                  | 12  | 7 | 3 | 2 | 042:240 | +18   | 24     |
| 2.  | AD Jaraguá                   | 12  | 6 | 4 | 2 | 027:230 | +4    | 22     |
| 3.  | JEC Krona Futsal             | 12  | 6 | 4 | 2 | 036:300 | +6    | 22     |
| 4.  | São Paulo-São Bernardo       | 12  | 4 | 2 | 6 | 023:280 | −5    | 14     |
| 5.  | Guarapuava                   | 12  | 3 | 3 | 6 | 023:300 | −7    | 12     |
| 6.  | Associação Lajeado de Futsal | 12  | 2 | 5 | 5 | 028:370 | −9    | 11     |
| 7.  | São José Futsal              | 12  | 2 | 3 | 7 | 027:340 | −7    | 09     |

### Gruppe B
| Pl. | Verein                            | Sp. | S | U | N | Tore    | Diff. | Punkte |
| --- | --------------------------------- | --- | - | - | - | ------- | ----- | ------ |
| 1.  | Carlos Barbosa                    | 12  | 9 | 1 | 2 | 049:240 | +25   | 28     |
| 2.  | SC Corinthians                    | 12  | 7 | 2 | 3 | 031:260 | +5    | 23     |
| 3.  | AD Brasil Futuro (M)              | 12  | 6 | 2 | 4 | 037:360 | +1    | 20     |
| 4.  | AE Venâncio Aires                 | 12  | 6 | 1 | 5 | 035:250 | +10   | 19     |
| 5.  | Associação Concordiense de Futsal | 12  | 3 | 4 | 5 | 037:390 | −2    | 13     |
| 6.  | ADC Florianópolis                 | 12  | 3 | 3 | 6 | 024:370 | −13   | 12     |
| 7.  | AF Umuarama                       | 12  | 0 | 3 | 9 | 027:530 | −26   | 03     |

| Zum Saisonende 2014: |                       |
| (M)                  | Meister des Vorjahres |

## Finalrunde

### Turnierplan
|  | Viertelfinale | Viertelfinale          | Viertelfinale    | Viertelfinale |       |                | Halbfinale     | Halbfinale | Halbfinale | Halbfinale |  |  | Finale | Finale | Finale | Finale |
|  |               |                        |                  |               |       |                |                |            |            |            |  |  |        |        |        |        |
|  | B 1           | Carlos Barbosa         | 4                | 4             |       |                |                |            |            |            |  |  |        |        |        |        |
|  | A 4           | São Paulo-São Bernardo | 1                | 2             |       |                |                |            |            |            |  |  |        |        |        |        |
|  | A 4           | São Paulo-São Bernardo | 1                | 2             | B 1   | Carlos Barbosa | 0              | 7 (3)      |            |            |  |  |        |        |        |        |
|  |               |                        |                  |               | B 1   | Carlos Barbosa | 0              | 7 (3)      |            |            |  |  |        |        |        |        |
|  |               | B 3                    | AD Brasil Futuro | 3             | 5 (1) |                |                |            |            |            |  |  |        |        |        |        |
|  | A 2           | B 3                    | AD Brasil Futuro | 3             | 5 (1) | AD Jaraguá     | 0              | 0          |            |            |  |  |        |        |        |        |
|  | A 2           |                        |                  |               |       | AD Jaraguá     | 0              | 0          |            |            |  |  |        |        |        |        |
|  | B 3           | AD Brasil Futuro       | 3                | 0             |       |                |                |            |            |            |  |  |        |        |        |        |
|  |               |                        |                  |               |       | B 1            | Carlos Barbosa | 5          | 5          |            |  |  |        |        |        |        |
|  |               | A 1                    | ADC Intelli      | 3             | 1     |                |                |            |            |            |  |  |        |        |        |        |
|  | A 1           | ADC Intelli            | 4                | 4             |       |                |                |            |            |            |  |  |        |        |        |        |
|  | B 4           | AE Venâncio Aires      | 0                | 1             |       |                |                |            |            |            |  |  |        |        |        |        |
|  | B 4           | AE Venâncio Aires      | 0                | 1             | A 1   | ADC Intelli    | 3              | 3 (0)      |            |            |  |  |        |        |        |        |
|  |               |                        |                  |               | A 1   | ADC Intelli    | 3              | 3 (0)      |            |            |  |  |        |        |        |        |
|  |               | B 2                    | SC Corinthians   | 3             | 3 (0) |                |                |            |            |            |  |  |        |        |        |        |
|  | B 2           | B 2                    | SC Corinthians   | 3             | 3 (0) | SC Corinthians | 1              | 3          |            |            |  |  |        |        |        |        |
|  | B 2           |                        |                  |               |       | SC Corinthians | 1              | 3          |            |            |  |  |        |        |        |        |
|  | B 3           | JEC Krona Futsal       | 1                | 2             |       |                |                |            |            |            |  |  |        |        |        |        |

### Viertelfinale
| Datum   |                | Ergebnis            |                |
| ------- | -------------- | ------------------- | -------------- |
| 16.10.  | Venâncio Aires | 0:4                 | ADC Intelli    |
| 24.10.  | ADC Intelli    | 4:1                 | Venâncio Aires |
| Gesamt: | ADC Intelli    | 6:0 Pkt. (8:1 Tore) | Venâncio Aires |

| Datum   |                  | Ergebnis            |                  |
| ------- | ---------------- | ------------------- | ---------------- |
| 17.10.  | AD Brasil Futuro | 3:0                 | AD Jaraguá       |
| 24.10.  | AD Jaraguá       | 0:0                 | AD Brasil Futuro |
| Gesamt: | AD Jaraguá       | 1:4 Pkt. (0:3 Tore) | AD Brasil Futuro |

| Datum   |                        | Ergebnis            |                        |
| ------- | ---------------------- | ------------------- | ---------------------- |
| 18.10.  | São Paulo-São Bernardo | 1:4                 | Carlos Barbosa         |
| 25.10.  | Carlos Barbosa         | 4:2                 | São Paulo-São Bernardo |
| Gesamt: | Carlos Barbosa         | 6:0 Pkt. (8:3 Tore) | São Paulo-São Bernardo |

| Datum   |                  | Ergebnis            |                  |
| ------- | ---------------- | ------------------- | ---------------- |
| 19.10.  | JEC Krona Futsal | 1:1                 | SC Corinthians   |
| 26.10.  | SC Corinthians   | 3:2                 | JEC Krona Futsal |
| Gesamt: | SC Corinthians   | 4:1 Pkt. (4:3 Tore) | JEC Krona Futsal |

### Halbfinale
| Datum   |                  | Ergebnis             |                  |
| ------- | ---------------- | -------------------- | ---------------- |
| 30.10.  | AD Brasil Futuro | 3:0                  | Carlos Barbosa   |
| 15.11.  | Carlos Barbosa   | 7:5                  | AD Brasil Futuro |
| 15.11.  | Carlos Barbosa   | 3:1 n. V.            | AD Brasil Futuro |
| Gesamt: | Carlos Barbosa   | 6:3 Pkt. (10:9 Tore) | AD Brasil Futuro |

| Datum   |                | Ergebnis            |                |
| ------- | -------------- | ------------------- | -------------- |
| 30.10.  | SC Corinthians | 3:3                 | ADC Intelli    |
| 16.11.  | ADC Intelli    | 0:0                 | SC Corinthians |
| 16.11.  | ADC Intelli    | 3:3 n. V.           | SC Corinthians |
| Gesamt: | ADC Intelli    | 3:3 Pkt. (6:6 Tore) | SC Corinthians |

### Finale
| Datum   |                | Ergebnis             |                |
| ------- | -------------- | -------------------- | -------------- |
| 23.11.  | ADC Intelli    | 3:5                  | Carlos Barbosa |
| 29.11.  | Carlos Barbosa | 5:1                  | ADC Intelli    |
| Gesamt: | Carlos Barbosa | 6:0 Pkt. (10:4 Tore) | ADC Intelli    |